# Andorra ai Giochi della XXXII Olimpiade
Andorra ha partecipato ai Giochi della XXXII Olimpiade, che si sono svolti a Tokyo, Giappone, dal 23 luglio all'8 agosto 2021 (inizialmente previsti dal 24 luglio al 9 agosto 2020 ma posticipati per la pandemia di COVID-19) con due atleti, un uomo e una donna.

## Delegazione
| Sport            | Uomini | Donne | Totale |
| ---------------- | ------ | ----- | ------ |
| Atletica leggera | 1      | 0     | 1      |
| Canoa/kayak      | 0      | 1     | 1      |
| Totale           | 1      | 1     | 2      |

## Atletica leggera
Andorra ha beneficiato di un posto attribuito in nome dell'universalità dei Giochi. Pol Moya ha partecipato agli 800 m piani.
| Q | Qualificato al turno successivo per la posizione in qualificazione                                                           |
| q | Qualificato per il turno successivo per ripescaggio o, negli eventi su campo, conquistando la misura minima per qualificarsi |

Eventi su pista e strada
| Atleta   | Evento               | Batteria  | Batteria  | Semifinale      | Semifinale      | Finale          | Finale          |
| Atleta   | Evento               | Risultato | Posizione | Risultato       | Posizione       | Risultato       | Posizione       |
| -------- | -------------------- | --------- | --------- | --------------- | --------------- | --------------- | --------------- |
| Pol Moya | 800 m piani maschili | 1'47"44   | 7º        | Non qualificato | Non qualificato | Non qualificato | Non qualificato |

## Canoa/kayak

### Slalom
Monica Doria ha conquistato un posto alle Olimpiadi durante i Campionati mondiali di canoa/kayak slalom 2019.
| Atleta       | Evento        | Qualificazioni | Qualificazioni | Qualificazioni | Qualificazioni | Qualificazioni | Qualificazioni | Semifinali | Semifinali | Semifinali | Finale          | Finale          | Finale          |
| Atleta       | Evento        | 1ª manche      | Pos.           | 2ª manche      | Pos.           | Migliore       | Posizione      | Penalità   | Tempo      | Posizione  | Penalità        | Tempo           | Posizione       |
| ------------ | ------------- | -------------- | -------------- | -------------- | -------------- | -------------- | -------------- | ---------- | ---------- | ---------- | --------------- | --------------- | --------------- |
| Mònica Dòria | K-1 femminile | 110"57         | 11ª            | 110"54         | 13ª            | 110"54         | 14ª            | 0"         | 118"15     | 16ª        | Non qualificata | Non qualificata | Non qualificata |